# Rahden
Rahden is een stad en gemeente in de Duitse deelstaat Noordrijn-Westfalen, gelegen in de Kreis Minden-Lübbecke. De gemeente telt 15.404 inwoners (31 december 2020) op een oppervlakte van 137,48 km².

## Stadsdelen

Stadsdelen van Rahden

De gemeente bestaat uit zeven stadsdelen; tussen haakjes het aantal inwoners begin 2012 (bron: Duitse Wikipedia):
- Rahden (stad) (4.543 inwoners)
- Kleinendorf (4.293)
- Varl (1.582)
- Sielhorst (767)
- Preußisch Ströhen (1.932)[2]
- Wehe (1.677)
- Tonnenheide (1.638)

## Ligging, verkeer, vervoer
De gemeente Rahden ligt op de grens met de deelstaat Nedersaksen. Het noordelijkste punt van de deelstaat Noordrijn-Westfalen ligt binnen de gemeentegrenzen.
De gemeente ligt op 35 à 50 m boven de zeespiegel  in een streek, die kenmerkend is voor grote delen van de Noord-Duitse Laagvlakte: de grond is deels zanderig en deels venig. Vruchtbaar landbouwgebied is deels kunstmatig gecreëerd door kanalen en brede sloten te graven, om het venige gebied te ontwateren.
Rahden grenst aan het ten westen ervan gelegen natuurpark Dümmer. Van Rahden naar het toeristische dorp Lembruch aan het Dümmermeer is het 24 km.
Door de gemeente stroomt het riviertje de Große Aue. Evenals in de zuidelijke buurgemeente Espelkamp worden natuurherstelprojecten langs deze, in het verleden gekanaliseerde, rivier uitgevoerd, zodat op termijn door het ontstaan van kleine ooibossen de biodiversiteit toeneemt.
De naastbijgelegen grote steden zijn Bielefeld (40 kilometer zuidwestwaarts), Osnabrück (45 kilometer westwaarts), Bremen (71 kilometer noordoostwaarts)  en Hannover (75 kilometer zuidoostwaarts).
Door de gemeente loopt de Bundesstraße B 239 (32 km noordwestwaarts naar Diepholz of zuidwaarts via Espelkamp (6 km), Lübbecke (15 km), Löhne (30 km; hier is ook een afrit van de Autobahn A30 uiteindelijk naar Herford (bijna 40 km)).
Rahden is het eindstation van een regionale spoorlijn, die zuidwaarts via Lübbecke naar Bünde loopt. Zie: station Rahden. Er waren plannen, om de spoorlijn, die rond 1900 nog noordwaarts doorliep naar Sulingen, te heropenen. Heropening vergt kostbare investeringen nodig wat een snelle realisatie onwaarschijnlijk maakt.
Een andere spoorlijn, Rahden - Uchte, wordt alleen in de zomer gebruikt voor toeristische ritten met stoomtreinen.

## Economie
De economie van de gemeente is sterk bepaald door de landbouw.
Binnen de dienstensector is opvallend dat in het toch kleine Rahden een middelgroot ziekenhuis staat.
De industrie binnen de gemeente concentreert zich op de metaalindustrie. De grootste fabriek in het stadje, Kolbus, maakte speciale machines voor de boekbinderij, de grafische sector en sedert 2022 voor golfkartonfabrieken; haar personeelsbestand is tussen 2020 en 2025 van duizend tot 340 personen teruggelopen,  en ultimo 2024 dreigde een faillissement voor deze onderneming. Verder is er een productieafdeling van het grote bedrijf Harting (interfaces, speciale computerkabels en -stekkers), met hoofdkantoor in buurgemeente Espelkamp, gevestigd.

## Geschiedenis
Vanaf ongeveer 10.000 tot 4.500 jaar geleden zijn er door jagers-verzamelaars enkele door archeologen onderzochte sporen, waaronder een hunebed, achtergelaten.
Keizer Koenraad II erkende in een document uit het jaar 1033 dat een hoeve te Rodun eigendom was van het St. Martinussticht te Minden. 
De naam Rodun, later Rahde gaat terug op ontginningen (rooiingen van bos) in de vroege middeleeuwen.
Vanaf de middeleeuwen deelde de gemeente de lotgevallen van het Bisdom Minden, daarna het Vorstendom Minden, vervolgens het graafschap Ravensberg en uiteindelijk het Koninkrijk Pruisen.
In de vroege 14e eeuw werd in het huidige stadsdeel Kleinendorf, aan een voorde in de Große Aue, een strategisch belangrijk kasteel, de Burg Rahden, gebouwd. Het werd bewoond door drosten en later ambtsmannen namens de landheren.
Het kasteel is in 1879 afgebrand en niet heropgebouwd, er resteert alleen nog een ruïne. Bij de ruïne is in 1883 een groot huis gebouwd, dat ter plaatse Schloss Rahde of Gut Bock genoemd wordt. Dit gebouw is thans een bejaardentehuis.
De huidige nederzetting Rahden ontstond rondom de in 1353 gebouwde Johanneskerk. Vanaf het eind van de 16e eeuw werd er regelmatig markt gehouden. In 1816 wordt het met de betiteling Kreisstadt aangeduid. Sinds de Reformatie is de bevolking van de gemeente overwegend protestants.
De armoede van de streek werd in de late 18e en de 19e eeuw bestreden door het graven van ontwateringskanalen in het moerassige gebied, hierdoor ontstond meer bruikbaar weide- en akkerland. Ook liet de overheid van Pruisen de boeren vlas verbouwen. Dat werd in huisnijverheid tot grof linnen verwerkt. Rahden was in deze nijverheid niet onbelangrijk, daar de plaats een zgn. Legge had. Een Legge was in Westfalen de centrale plaats waar het in thuiswerk geproduceerde linnen door de makers ter keuring werd gelegd en daarna van een keurmerk voorzien. Het textiel werd vaak ter plaatse door groothandelaars opgekocht. Een Legge ontwikkelde zich zo tot marktplaats. Twee  van de belangrijkste steden met een Leinenlegge waren Bielefeld en Osnabrück. Dit verschijnsel eindigde rond 1830 omdat de huisnijverheid plaatsmaakte voor industriële textielproductie.
Na 1830 werd de armoede toch weer zo groot, dat de mannen van de streek als Kiepenkerl moesten rondgaan of als seizoenarbeider (hannekemaaier) o.a. in Nederland uit werken moesten gaan.
Toen in 1899 de spoorlijn gereed kwam, verbeterde de situatie. Ter plaatse kwam er ook een werkplaats voor onderhoud aan treinen, wat de werkgelegenheid deed stijgen, en er vestigde zich enige industrie.

## Bezienswaardigheden
- Het stadje beschikt over een Museumshof met historische molen. In het gebouwencomplex is het plaatselijke streekmuseum gevestigd.
- De spoorlijn Rahden - Uchte, wordt (alleen in de zomer) gebruikt voor toeristische ritten met stoomtreinen.

## Afbeeldingen

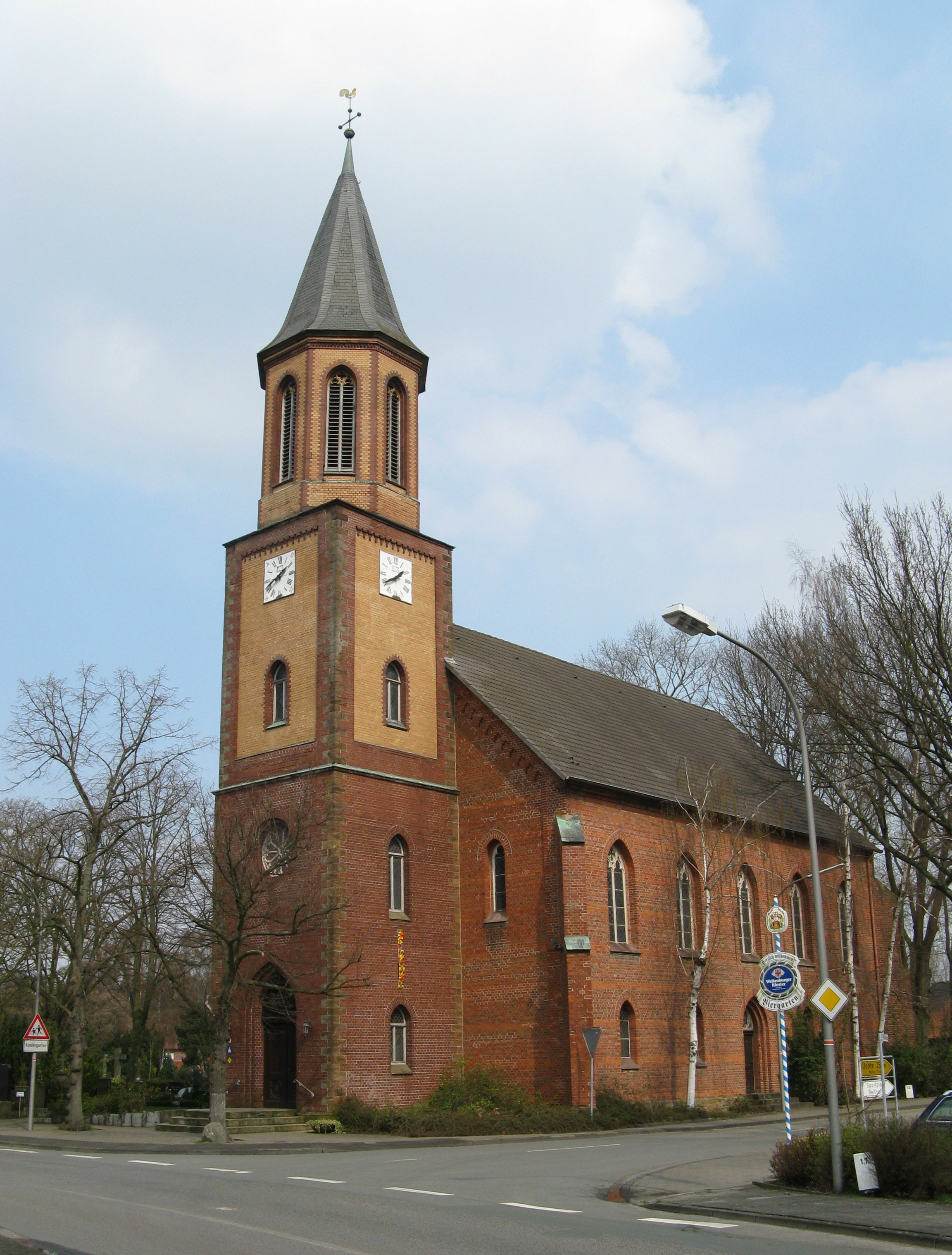
Immanuel-kerk (1857) in stadsdeel Preußisch Ströhen
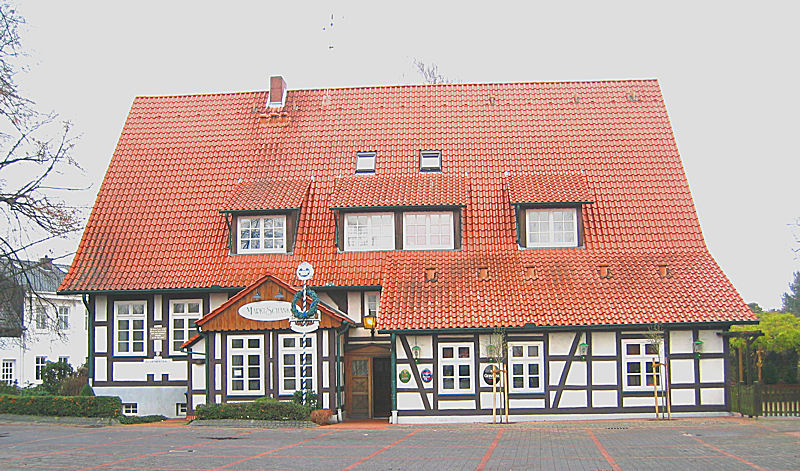
Café Marktschänke aan de Oude Markt
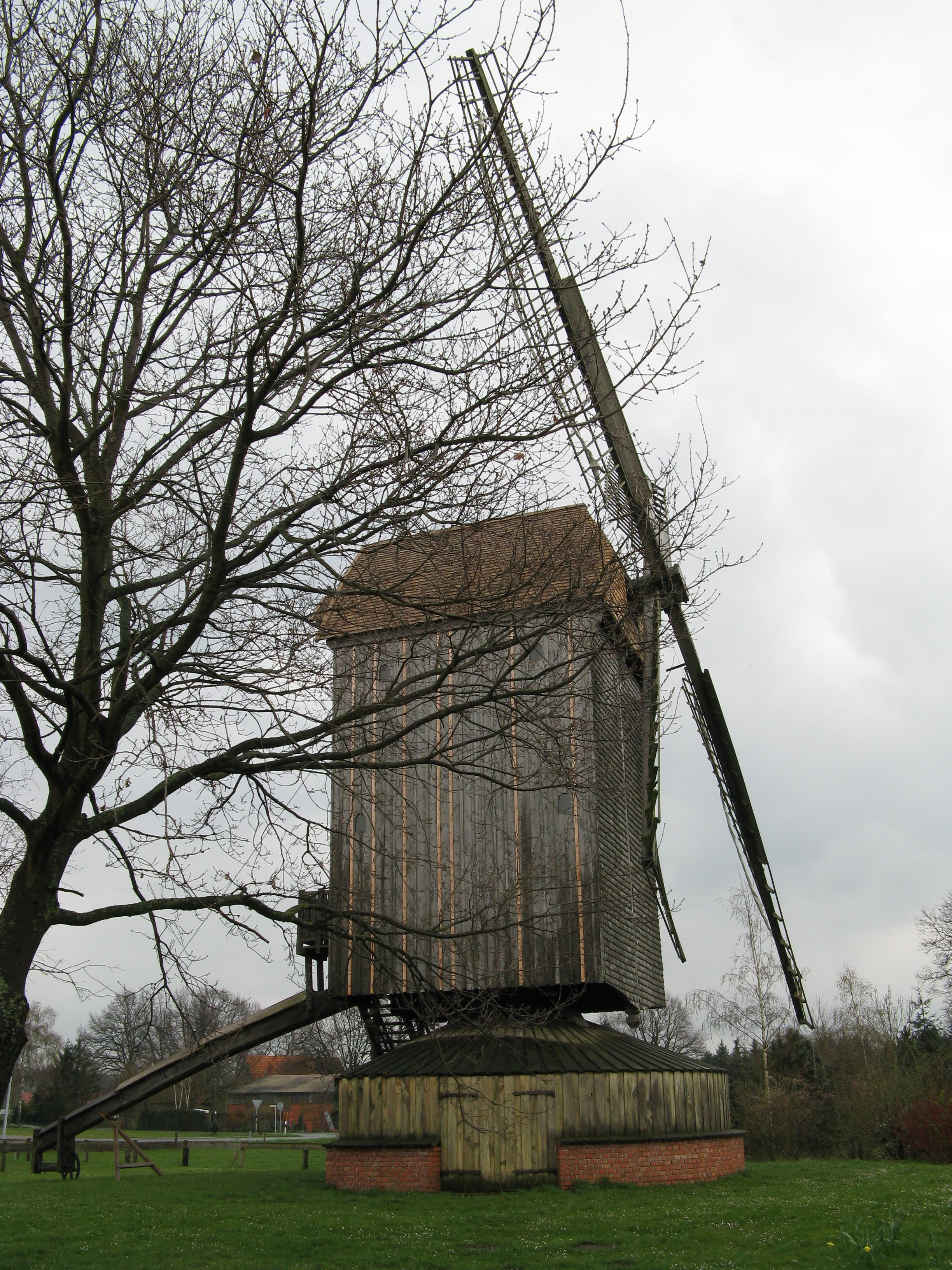
Oude standerdmolen in Wehe
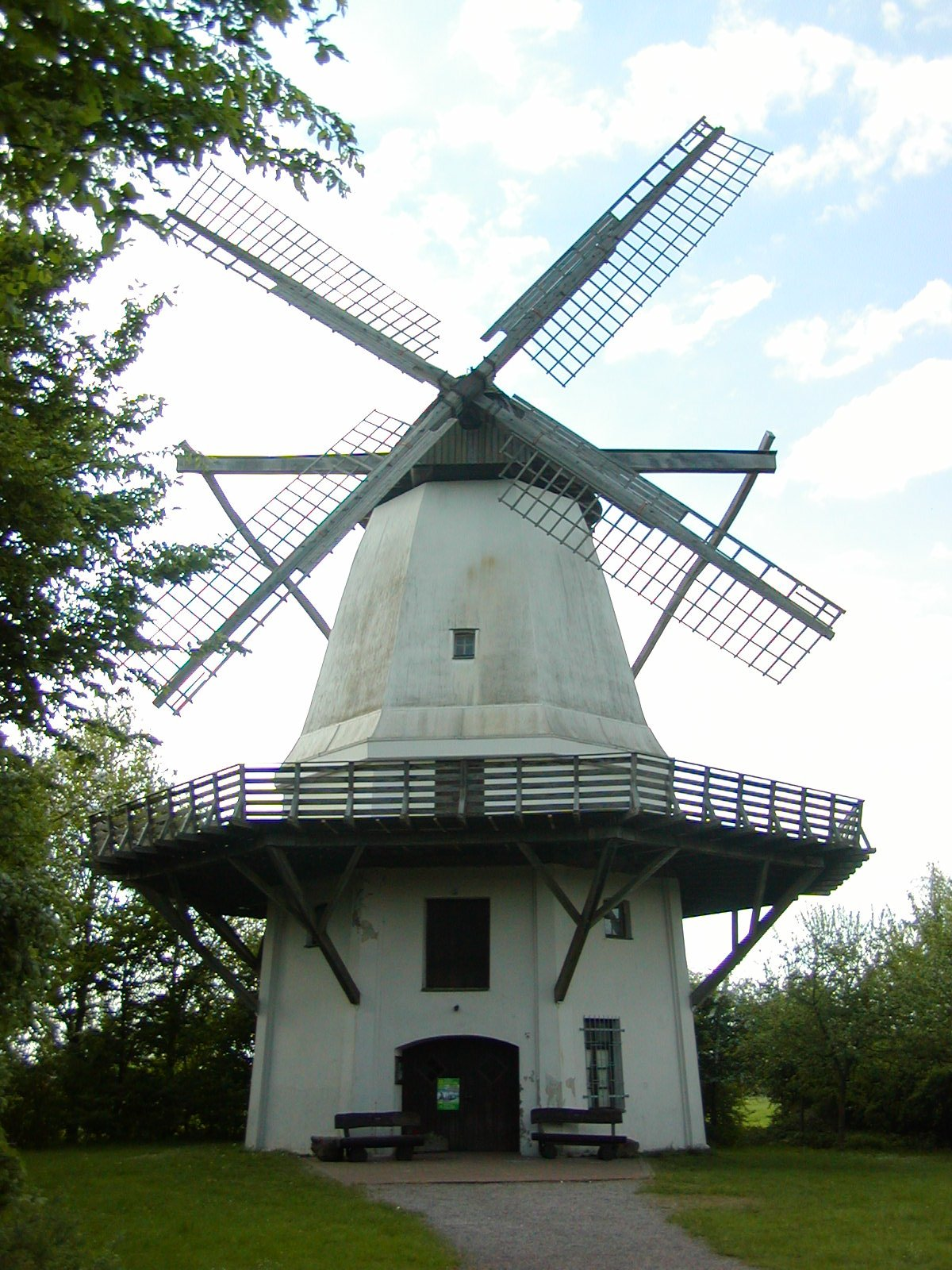
Oude windmolen, type bovenkruier, in Tonnenheide
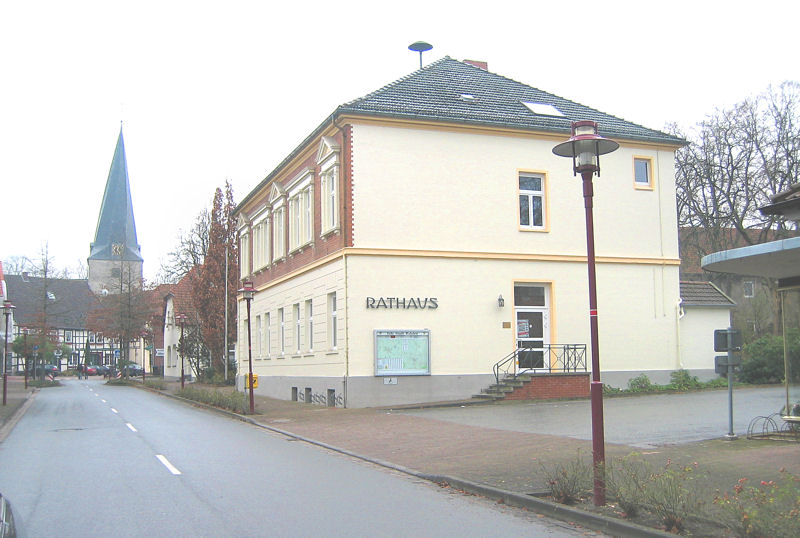
Gemeentehuis
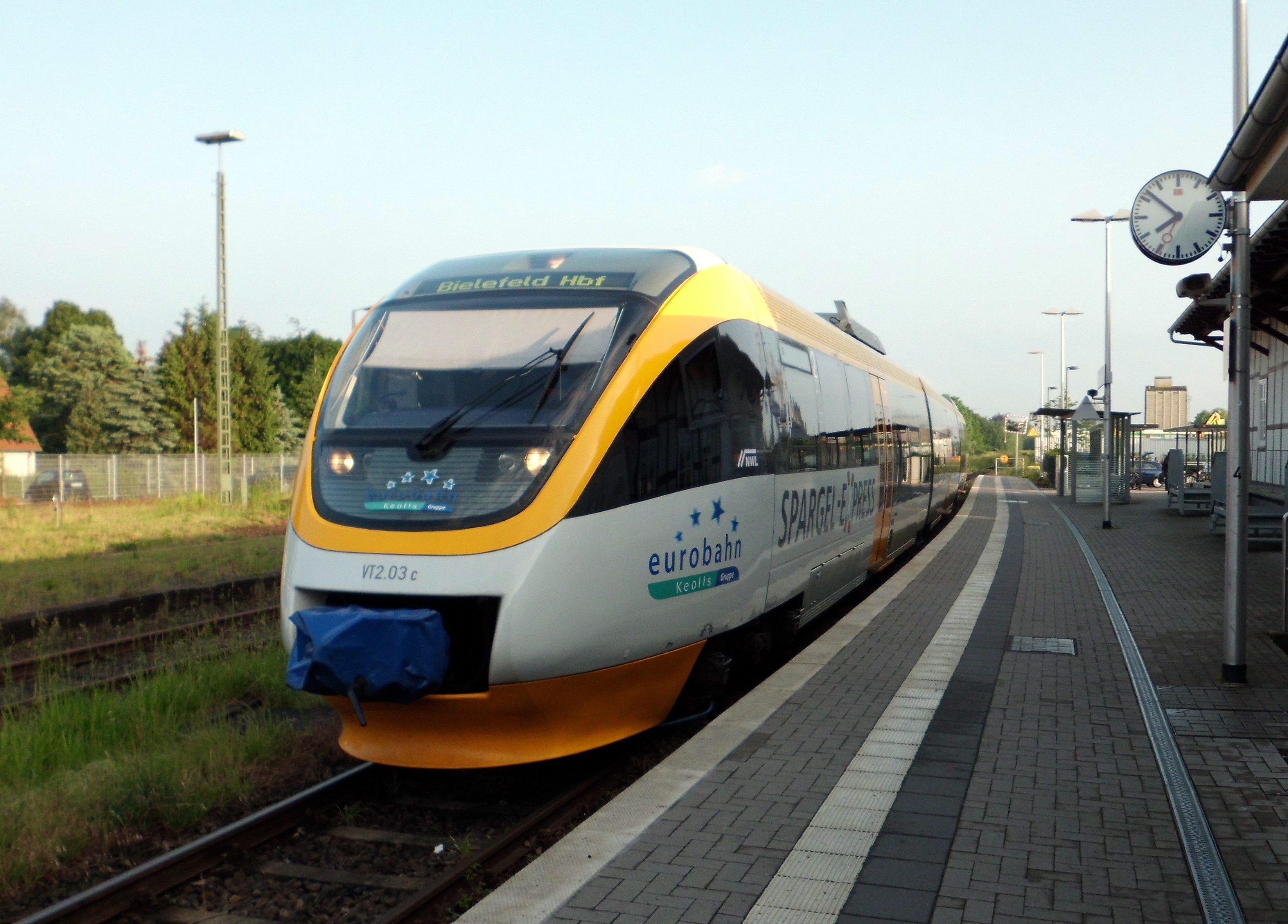
Station Rahden
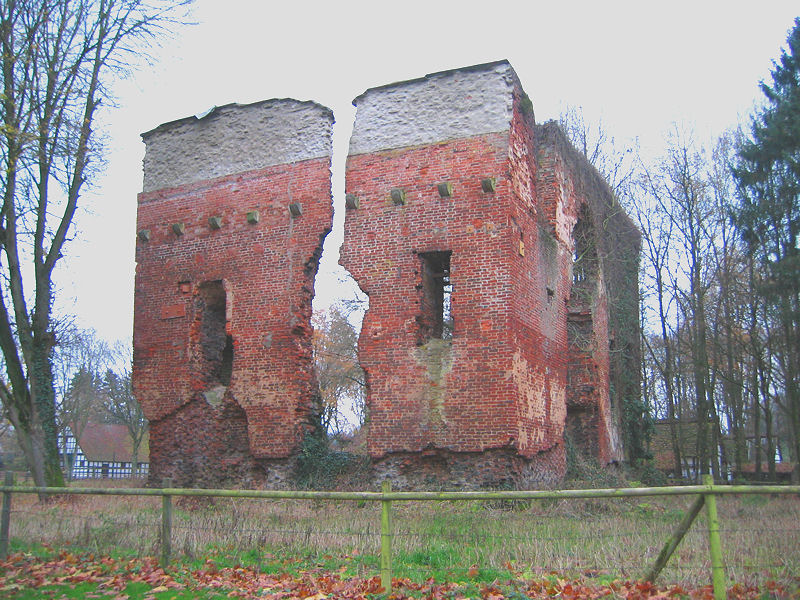
Ruïne van de Burg Rahden
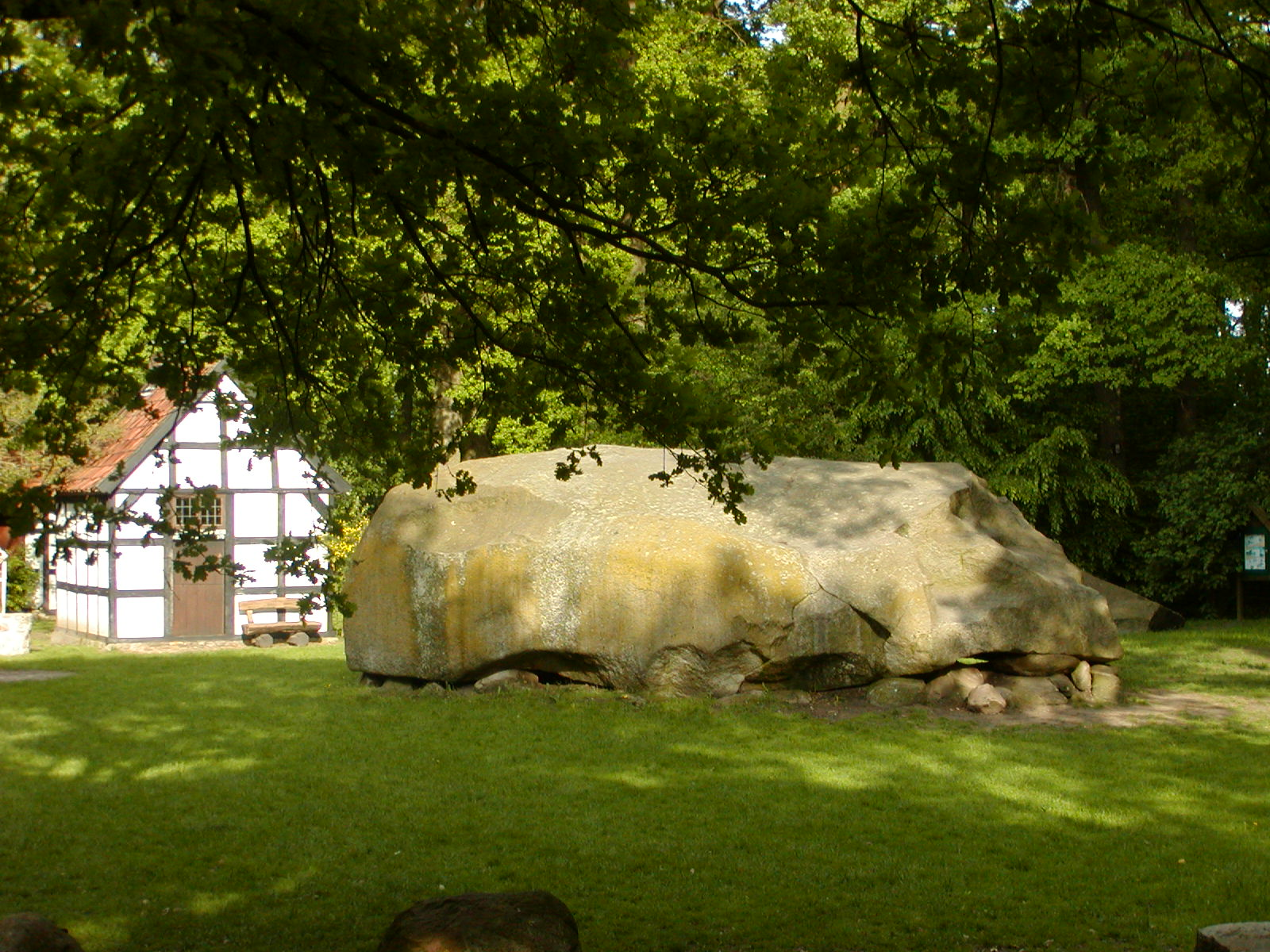
Grote zwerfsteen van Tonnenheide

## Partnergemeentes
Rahden onderhoudt jumelages met :
- Glindow, een stadsdeel van Werder (Havel)
- Galgahévíz in Hongarije.

Bad Oeynhausen · Espelkamp · Hille · Hüllhorst · Lübbecke · Minden · Petershagen · Porta Westfalica · Preußisch Oldendorf · Rahden · Stemwede